# Jennifer Kemp
Jennifer Jo Kemp (Cincinnati, 28 maggio 1955) è un'ex nuotatrice statunitense.

## Carriera
Assieme alle compagne Shirley Babashoff, Jane Barkman e Sandra Neilson ha vinto la medaglia d'oro ai giochi di Monaco di Baviera 1972.

## Palmarès
- Giochi olimpici

Monaco di Baviera 1972: oro nella 4x100m stile libero.
- Giochi panamericani

Città del Messico 1975: bronzo nei 100m dorso.